# Darmstadtio
Il darmstadtio (precedentemente ununnilio) è un elemento chimico della tavola periodica. Ha come simbolo Ds (vecchio simbolo temporaneo Uun) e come numero atomico il 110.
Ha un peso atomico pari a 271 che lo rende uno degli atomi super-pesanti.
È un elemento sintetico e decade in pochi millesimi di secondo.
A causa della sua presenza nel gruppo 10, si ritiene che sia metallico e solido.

## Storia
Venne creato per la prima volta il 9 novembre 1994 al Gesellschaft für Schwerionenforschung (GSI) di Darmstadt in Germania. Non è mai stato visto e solo pochi atomi sono stati creati, dalla fusione atomica di isotopi di piombo e nichel in un grande acceleratore di ioni (gli atomi di nichel sono quelli accelerati e bombardanti nel piombo).
Qualche scienziato suggerì il nome Policio per il nuovo elemento, poiché 110 è il numero di telefono d'emergenza della polizia tedesca. L'elemento è stato invece battezzato dal luogo della sua scoperta, Darmstadt (anche se il GSI si trova a Wixhausen, il distretto più a nord della città di Darmstadt). Il nuovo nome è stato assegnato dalla IUPAC nell'agosto 2003.